# Burn My Eyes
Burn My Eyes er et album indspillet af groove metal-bandet Machine Head.

## Numre
1. "Davidian" 4:55
2. "Old" 4:05
3. "A Thousand Lies" 6:13
4. "None but My Own" 6:14
5. "The Rage to Overcome" 4:46
6. "Death Church" 6:32
7. "A Nation on Fire" 5:33
8. "Blood for Blood" 3:40
9. "I'm Your God Now" 5:50
10. "Real Eyes, Realize, Real Lies" 2:45
11. "Block" 5:00